# Abdulhashim Mutalov
Abdulhashim Mutalovich Mutalov (Ohangaron, RSS de Uzbekistán; 14 de febrero de 1947) es un político uzbeco que sirvió como Primer Ministro de Uzbekistán desde 1992 hasta 1995, convirtiéndose en la primera persona en ocupar dicho cargo.